# Jan Koloušek
Jan Koloušek (15. prosince 1859 Horní Rožínka – 9. května 1921 Praha) byl český a československý národohospodář, vysokoškolský činovník a politik, poslanec Revolučního národního shromáždění za Českou státoprávní demokracii, respektive za z ní vzniklou Československou národní demokracii.

## Biografie
V letech 1870–1878 vystudoval slovanské gymnázium v Brně. Již zde vynikal zejména v dějepisu a matematice. Absolvoval s vynikajícími výsledky Právnickou fakultu na české Univerzitě Karlově. Po promoci ale měl problém najít uplatnění jako středoškolský pedagog. Po jistém čekání proto nastoupil na měšťanskou školu v Nepomuku. Až později vyučoval na obchodní akademii v Chrudimi (zde se veřejně angažoval a publikoval v tisku) a na Českoslovanské obchodní akademii v Praze. Publikoval články o historii, filozofii a finančnictví. Josef Kaizl mu v roce 1899 na ministerstvu financí ve Vídni dal místo jako sekčnímu radovi v odboru pro konverzi státního dluhu. V letech 1903 až 1912 byl profesorem na České vysoké škole technické v Brně. Pak odešel do Prahy na Českou vysokou školu technickou. Jako svého nástupce tehdy doporučil Karla Engliše.
Profiloval se jako národohospodářský odborník. Angažoval se v Moravské straně pokrokové. Ta se roku 1909 sloučila s Lidovou stranou na Moravě do Lidové strany pokrokové na Moravě (moravská sesterská strana Národní strany svobodomyslné – mladočechů). Fúze byla zpočátku prováděna na paritní bázi a nová strana měla dva předsedy: Adolf Stránský za bývalou lidovou stranu a Jan Koloušek za pokrokovou stranu. Brzy ale převládl okruh okolo Adolfa Stránského. Během první světové války publikoval v listu Nová doba sérii článků, ve kterých analyzoval českou ekonomiku a popsal ji jako přebytkovou a vnitřně nezávislou. Jeho propočty pak byly po válce využity při mírových rozhovorech v Paříži, kterých se Koloušek účastnil jako součást československé delegace.
Zasedal v Revolučním národním shromáždění za Českou státoprávní demokracii, respektive za z ní vzniklou Československou národní demokracii. Na post poslance nastoupil až na 109. schůzi v lednu roku 1920. Byl povoláním profesorem. V parlamentních volbách roku 1920 kandidoval neúspěšně za Československou národní demokracii do senátu.
Zemřel v květnu 1921.

## Dílo
- Cenné papíry. Praha, 1909
- České hospodářské a kulturní potřeby ve státním rozpočtu rakouském. Praha, 1912
- Rašínova reforma měny. Praha, 1919
- Národní hospodářství I. Praha, 1918
- Národní hospodářství II. Praha, 1920
- Národní hospodářství III. Praha, 1921
- O státních dluzích. Praha, 1913